# Don't Answer the Phone!
Don't Answer the Phone! és una pel·lícula de terror psicològica estatunidenca del 1980 coescrita i dirigida per Robert Hammer.
Encara que no va ser processat per obscenitat, la pel·lícula va ser confiscada i confiscada al Regne Unit sota la Secció 3 de la Llei de Publicacions Obscenes de 1959 durant el pànic del video nasty. Al XIII Festival Internacional de Cinema Fantàstic i de Terror va guanyar el Premi al millor actor (Nicholas Worth).

## Trama
El veterà de Vietnam, culturista amateur i fotògraf porno amb talent Kirk Smith és un assassí boig que persegueix els carrers de Los Angeles, recollint dones joves, estrangulant-les de manera espantosa i abusant sexualment dels seus cadàvers. El pla d'obertura de la pel·lícula divideix el fotograma en dues imatges: Kirk flexiona els músculs en una postura, i un gran crucifix. Entre assassinats, porta a terme cerimònies religioses retorçades, manté converses imaginàries amb el seu pare mort i plora com un nadó. Contacta repetidament amb la Dra. Lindsay Gale, psicòloga amb un programa de ràdio i una pràctica de teràpia privada. La truca al programa, parlant amb un suposat accent espanyol i queixant-se de mals de cap crònics i ceguesa. Segueix un dels pacients de la Dra Gale quan torna a casa de la seva sessió de teràpia i el tortura fins a la mort. També assassina una prostituta mentre parla per telèfon amb l'espectacle de la Dra Gale, obligant-la a escoltar els crits de la víctima.
A dos detectius tanoques anomenats Hatcher i McCabe se'ls encarrega la tasca de localitzar-lo. Quan McCabe pregunta per primera vegada a la Dra. Gale, la seva manera és brusca i antipàtica. Ella desenvolupa una forta antipatia per ell. No obstant això, més tard impedeix que un dels seus pacients cometi un suïcidi, després del qual la Dra Gale s'estima en McCabe i tenen una breu història d'amor.
Hatcher i McCabe visiten una casa de prostitució i drogues a la recerca d'un testimoni que ha vist l'estrangulador sortir de l'escena d'un dels seus assassinats, però el testimoni (que és un proxeneta i un narcotraficant) els ataca i li disparen. a mort sense poder-lo interrogar.
Kirk Smith és interromput a l'escena del seu proper assassinat per la llogatera de la víctima, i deixa enrere una cartera de fotografies mentre fuig de l'escena. Hatcher i McCabe mostren les fotografies al distribuïdor de pornografia local (interpretat per Chuck Mitchell, que després protagonitzaria Porky's); l'identifica com el treball de Kirk Smith, que li ha proporcionat imatges pornogràfiques d'alta qualitat en el passat. Quan els detectius busquen l'apartament de Smith, troben les seves imatges del Dr. Gale i s'adonen que l'ha escollida per ser la seva propera víctima. Durant aquest temps, Smith envaeix la casa de la Dra. Gale, la lliga i la terroritza durant hores, recordant-li de la seva infantesa, agafant-li el pit i cridant "Calla o et arrencaré la pit!"
McCabe va a la casa de la Dra. Gale just a temps per rescatar-la. Al final d'una lluita prolongada, McCabe dispara a Smith moltes vegades, incloses diverses vegades a l'esquena. Kirk s'ensopega cap a una piscina i caduca mentre s'hi submergeix. La pel·lícula acaba amb una foto del cos flotant de Smith, ple de bales, mentre McCabe grunyeix: "Adios, creep!"

## Repartiment
- James Westmoreland -s Lt. Chris McCabe
- Ben Frank - Sgt. Hatcher
- Flo Lawrence - Dr. Lindsay Gale (acreditada com "Flo Gerrish")
- Nicholas Worth - Kirk Smith
- Denise Galik - Lisa
- Stan Haze - Adkins
- Gary Allen - John Feldon
- Michael D. Castle -s Lab Man
- Pamela Jean Bryant - Sue Ellen

## Producció i censura
La pel·lícula es va rodar a Los Angeles, Califòrnia i als seus voltants. Quan es va publicar per primera vegada en DVD per Rhino Entertainment l'any 2001, es va utilitzar una versió editada per a televisió, que havia estat objecte d'edicions importants: es van editar més de 9 minuts de la pel·lícula. BCI Eclipse va publicar la versió sense censura en DVD l'octubre de 2006.
La banda sonora va ser composta per Byron Allred.

## Estrena
Crown International Pictures va llançar la pel·lícula el 29 de febrer de 1980. A finals d'aquell any, la pel·lícula havia acumulat 1.750.000 dòlars estatunidencs en lloguers a distribuïdors nacionals (EUA i Canadà), la qual cosa la converteix en la 105a en ingressos més gran de l'any.
El VHS va ser llançat als Estats Units el 28 de febrer de 1982 per Media Home Entertainment. El DVD va ser llançat l'any 2002 per Rhino Home Video i republicat per BCI Eclipse el 10 d'octubre de 2006.
La pel·lícula va ser restaurada i llançada en DVD i Blu-ray per Vinegar Syndrome el gener de 2017.

## Recepció
Vincent Canby a The New York Times va considerar que la pel·lícula era "una pel·lícula d'explotació desagradable i poc executada sobre un psicòpata que vaga per Los Angeles estrangulant dones amb mitges i després mutilant-les el cos. Les actuacions són terribles, així com l'escriptura i la direcció...” Paul Taylor a la revisa Time Out l'anomenava "un malalt rutinàriament sense sentit".
Anys després del seu llançament inicial, la reputació crítica de la pel·lícula continua sent abismal. Michael Weldon, a The Psychotronic Encyclopedia of Film, va assenyalar, "si t'agraden les pel·lícules realment malaltes, mireu aquesta... Els anuncis la van fer semblar una altra pel·lícula de baby-sitter distreta, però és una classe en si mateixa". Phil Hardy a The Aurum Film Encyclopedia: Horror va descriure la pel·lícula com "una altra pel·lícula de dones segrestades... el suggeriment encobert que les víctimes ho han "demanat" és especialment censurable". Tanmataeix, la revisió va observar, a més, que l'actuació de Nicholas Worth com a assassí boig va ser "tan escandalosament exagerada i tan estranyament excèntrica que va ser horriblement fascinant i la línia final de 'Adios, creep', lliurada sobre un pla del cadàver de Worth flotant en una piscina té un ressonància curiosa".
Leonard Maltin va donar a la pel·lícula una puntuació de BOMBA, afirmant que es tractava d'una altra pel·lícula d'assassins psicòpates veterans del Vietnam, advertint als lectors que no la vegin.